# Кульсеитово
Кульсеитово (тат. Колсәет) — посёлок в Советском районе Казани.

## География
Кульсеитово расположено в северной части Советского района, на реке Казанка, у впадения в неё Киндерки. 

## История
Возникла не позднее периода Казанского ханства.
Четвёртая ревизия 1781 года выявила в деревне 65 ревизских душ помещичьих крестьян.
На конец XIX века деревня имела земельный надел площадью 438,5 десятин; кроме сельского хозяйства жители значительная часть местных жителей работала на мукомольной фабрике, часть жителей уходила на заработки в города, также были развиты столярный и кузнечный промыслы; в церковно-административном отношении входила в приход села Высокая Гора Собакинской волости.
С середины XIX века до 1930 года Кульсеитово входило в Собакинскую (Калининскую) волость Казанского уезда Казанской губернии (с 1920 года — Арского кантона Татарской АССР). С 1930 года в составе Казанского (до 1938), Юдинского (1938–1950), Высокогорского (1950–1963, 1965–1984) и Зеленодольского (1963–1965) районов; с 1984 года в подчинении Советского райсовета Казани. В 1998 году постановленем Государственного Совета РТ присоединено к Советскому району Казани (где указан как населённый пункт Выскогорского района).
На низшем административном уровне Кульсеитово было центром одноимённого сельсовета, образованного в 1919 году; после его упразднения в первой половине 1930-х годов и до 1998 года входило в состав Большедербышкинского сельсовета.

## Улицы
- Авиации (тат. Авиация урамы, Avitasiä uramı). Начинаясь внутри квартала, пересекает улицу Чулпан и заканчивается пересечением с ней же.
- Айнур переулок (тат. Айнур тыкрыгы, Aynur tıqrığı). Начинаясь от улицы Дулкын, заканчивается пересечением с улицей Айнур.
- Айнур (тат. Айнур тыкрыгы, Aynur tıqrığı). Начинаясь от садовых товариществ «Берёзка» и «Колос», пересекает переулок Айнур, улицы Светозарная, Байрам и Акъяр.
- Акъяр переулок (тат. Акъяр тыкрыгы, Aqyar tıqrığı). Начинаясь от улицы Акъяр, пересекает улицу Байрам и заканчивается пересечением со Светозарной улицей.
- Акъяр (тат. Акъяр урамы, Aqyar uramı). Начинаясь от улицы Чулпан, пересекает улицы Туполева и Тугай, пересекает Киндерку, проходит вдоль садового товарищества «Берёзка», затем пересекается с улицами Дулкын, Байрам, переулком Акъяр и заканчивается пересечением с улицей Айнур.
- Аулак (тат. Аулак урам, Awlaq uram). Начинаясь от улицы Чулпан, заканчивается у реки Киндерки.
- Байрам (тат. Бәйрәм урамы, Bäyräm uramı). Начинаясь от улицы Акъяр, пересекает улицу Байрам и заканчивается пересечением с улицей Айнур.
- Байтиряк (тат. Байтирәк урамы, Baytiräk uramı). Начинаясь от Центральной улицы, заканчивается, немного не доходя до реки Киндерка.
- Болынлык (тат. Болынлык урамы, Bolınlıq uramı). Начинаясь от Ромашковой улицы, пересекает саму себя и улицу Акъяр; второй отрезок улицы начинается от первого, пересекает ответвления Ромашковой улицы и прерывается у реки Киндерка. Вновь начинается на другом берегу Киндери от улицы Бэйге и заканчивается пересечением с улицей Ключевая.
- Бэйге (тат. Бәйге урамы, Bäyge uramı). Начинаясь от улицы Болынлык, пересекается с улицей Туполева, после чего вскоре прерывается; вновь начинается от улицы Поэта Каменева и заканчивается, немного не доходя до улицы Чулпан.
- Главная (тат. Баш урам, Baş uram). Начинаясь от дороги Берёзовка – Акинская Поляна, пересекает улица Центральная, Оптиков (дважды), Зеркальная и заканчивается пересечением с Набережной улицей.
- Дулкын (тат. Дулкын урамы, Dulqın uramı). Начинаясь от садовых товариществ «Берёзка» и «Колос» и улицы Айнур, проходит вдоль восточной границы садового товарищества «Берёзка», пересекая переулок Айнур, Светозарную улицу и заканчивается пересечением с улицей Акъяр.
- Журавлиная (тат. Торналар урамы, Tornalar uramı). Начинаясь от Зеркальной улицы, заканчивается пересечением с ней же.
- Зелёная (тат. Яшел урам, Yäşel uram). Начинаясь от Набережной улицы, заканчивается пересечением с Зеркальной улицей.
- Зеркальная (тат. Көзгеле урам, Közgele uram). Начинаясь от северной объездной дороги, пересекает улицы Ключевая, Журавлиная (дважды), Хвойная, Оптиков, Зелёная и заканчивается пересечением с Главной улицей.
- Казансу (тат. Казансу урамы, Qazansu uramı). Начинаясь от реки Киндерка, пересекает улицы Туполева, Поэта Каменева и заканчивается, немного не доходя до начала улицы Авиации.
- Ключевая (тат. Чишмәле урам, Çişmäle uram). Начинаясь от Зеркальной улицы, пересекается с улицей Болынлык, и заканчивается, переходя в Хвойную улицу.
- Конструкторский переулок (тат. Корылышчылар урамы, Qorılışçılar uramı). Пересекает улицу Туполева, конец и начало улицы находится внутри квартала.
- Набережная (тат. Яр буе урамы, Yar buyı uramı). Проходит вдоль Казанки, пересекая улицы Зелёная и Главная.
- Оптиков (тат. Оптиклар урамы, Optiklar uramı). Начинаясь от Центральной улицы, заканчивается пересечением с Главной улицей; вновь начинается на другом берегу Киндерки, пересекает Главную улицу и заканчивается пересечением с Зеркальной улицей.
- Поэта Каменева (тат. Шагыйрь Каменев урамы, Şağir Kamenef uramı). Начинаясь от улицы Бэйге, пересекает улицы Казансу и Чулпан и заканчивается у Киндерки.
- Ромашковая (тат. Акчәчәкле урам, Aqçäçäkle uram). Начинаясь от Центральной улицы, заканчивается пересечением с улицей Болынлык; второе ответвление улицы пересекает улицы Болынлык и Акъяр.
- Светозарная (тат. Нурланулы урам, Nurlanulı uram). Начинаясь от Дачной улицы, пересекает переулок Акъяр и заканчивается пересечением с улицей Айнур.
- Тенистый переулок (тат. Күләгәле тыкрык, Külägäle tıqrıq). Начинаясь от улицы Чулпан, проходит по западной границе садового товарищества «Берёзка» и заканчивается у Киндерки.
- Тугай (тат. Тугай урамы, Tuğay uramı). Проходит вдоль реки Киндерки, пересекаясь с улицей Акъяр.
- Туполева (тат. Туполев урамы, Tupolef uramı). Проходит вдоль реки Киндери, пересекаясь с улицей Акъяр.
- Хвойная (тат. Ылыслы урам, Ilıslı uram). Начинаясь от Центральной улицы, прерывается у Киндерки; продолжается на другом берегу реки от Ключевой улицы и заканчивается пересечением с Зеркальной улицей.
- Чулпан (тат. Чулпан урамы, Çulpan uramı). Начинаясь от улицы Туполева, пересекает улицы Акъяр, Поэта Каменева, Аулак, Авиации (дважды) и заканчивается пересечением с Тенистым переулком.

## Транспорт
До посёлка ходит автобусный маршрут № 88.

## Разное
В окрестностях посёлка — детский оздоровительный лагерь «Добрый» (ранее «Солнышко» школы-интерната № 11).